# Zamek w Tarnowskich Górach
Zamek w Tarnowskich Górach – miejski zamek w Tarnowskich Górach na Górnym Śląsku.

## Położenie
Budynek znajduje się w tarnogórskiej dzielnicy Śródmieście-Centrum przy ulicy Zamkowej 12.

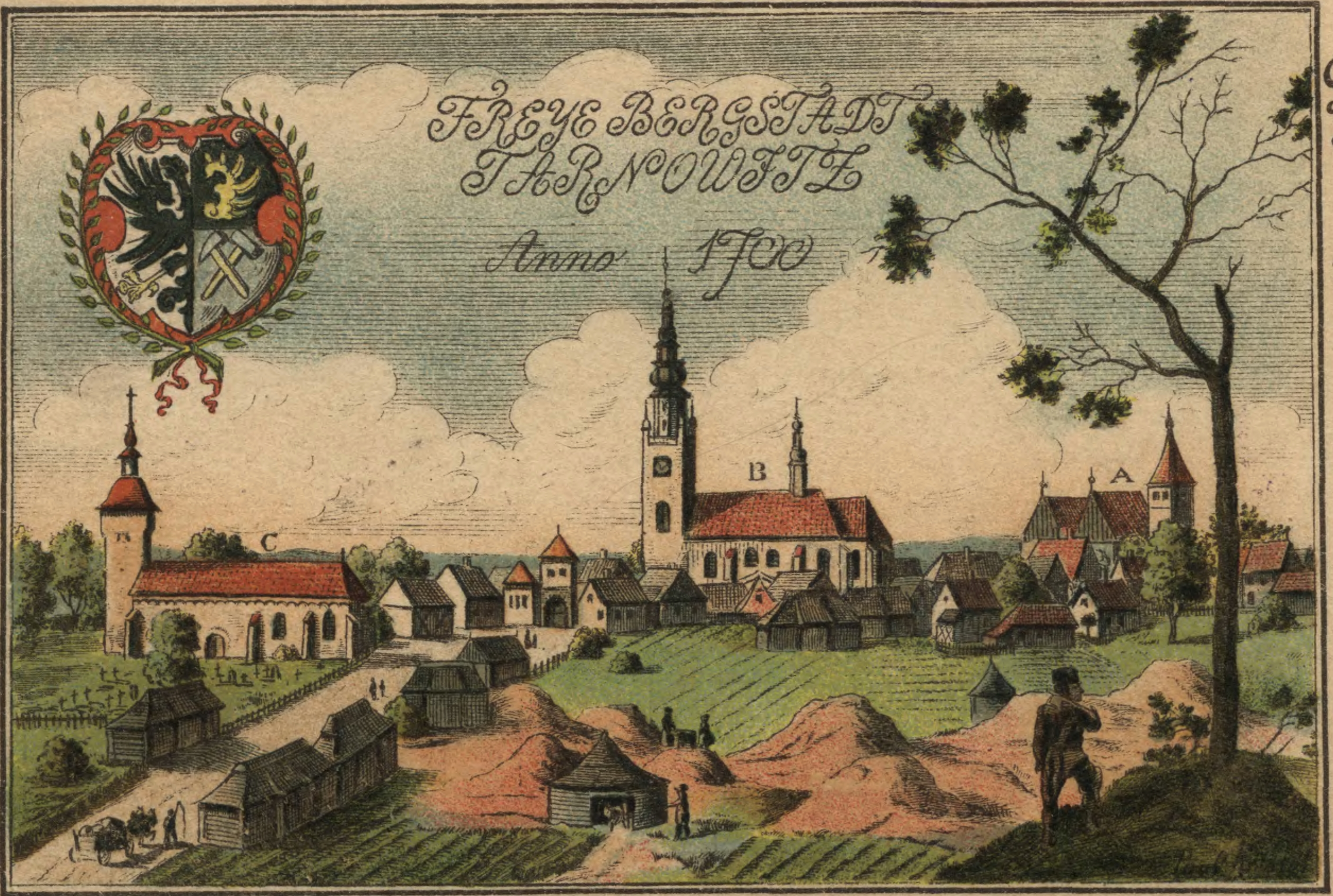
Widok Tarnowskich Gór od strony południowej w 1700 roku uwieczniony przez Paula Knötela. Zamek (oznaczony literą A) znajduje się po prawej stronie ryciny.

## Opis
Zamek został wzniesiony na terenie miasta Tarnowskie Góry przez margrabiego Jerzego Fryderyka Hohenzollerna w 1575 roku jako miejska rezydencja (wiejską był zamek w Świerklańcu). Jest uwidoczniony na najstarszych tarnogórskich widokówkach (np. autorstwa Knödela z 1700 roku). Budynek był prostokątny w swoim rzucie i posiadał czworoboczną wieżę na osi, składał się z dwóch sklepionych pomieszczeń z sienią i klatki schodowej w wieży.
W 1670 na zamku przebywała małżonka króla Michała Korybuta Wiśniowieckiego – królowa Eleonora Habsburżanka.
W czasach fryderycjańskich na zamku urzędował sędzia (wójt) mianowany przez pana stanowego ziemi bytomskiej, którym był hrabia Henckel von Donnersmarck.
W ciągu wieków zamek był gruntownie przebudowany i zaniedbywany, a obecnie bardziej przypomina wolnostojącą kamienicę – nie istnieje czworoboczna wieża zamkowa, a od strony wschodniej dobudowano nowe skrzydło. Starsza część gmachu jednak nadal posiada bardzo grube mury, zachowały się trzy sklepione piwnice, a w niektórych pomieszczeniach częściowe sklepienia kolebkowe oraz kolebkowe z lunetami. Ponadto od strony ulicy Zamkowej widoczne są filary wspierające arkady krużganka sklepionego żaglasto (pierwotnie krzyżowo-żebrowe). Podwórze jest odgrodzone prawdopodobnie oryginalnym murem (ze współczesną bramą, przeprutą w 2016).
Obecnie zamek pełni funkcje mieszkalne . Decyzją z 2 kwietnia 2020 został wpisany do rejestru zabytków (nr rej. A/613/2020) .

## Wolnomularstwo
Od 1800 roku zamek był rezydencją Augusta Carla Friedricha von Boscamp-Lasopolskiego, wolnomularza, inicjatora powstania tarnogórskiej loży masońskiej Silberfels (pol. ‘srebrna skała’) i to właśnie w nim mieściła się pierwsza siedziba loży. Między 1834 a 1858 spotkania masonów odbywały się jednocześnie na zamku i w wynajętym przez sędziego Krickende budynku 245 na Lyszczu (obecnie ul. Górnicza 38). W 1858 loża została przeniesiona do nowo wybudowanego budynku przy ulicy Jana III Sobieskiego , na którego miejscu dziś stoi gmach Tarnogórskiego Centrum Kultury.